# Thomas Helveg
Thomas Helveg   (Odense, 24 de juny de 1971) és un exfutbolista danès de la dècada de 2000.
Fou 108 cops internacional amb la selecció de Dinamarca.
Pel que fa a clubs, defensà els colors de l'Odense BK, Udinese Calcio, AC Milan, Internazionale, Norwich City FC i M'gladbach.